# رباعي ميثيل الرصاص
رباعي ميثيل الرصاص هو مركب رصاص عضوي صيغته C4H12Pb، والتي يمكن كتابتها على الشكل Pb(CH3)4؛ ويوجد في الشروط القياسية على شكل سائل عديم اللون.

## التحضير
يحضر المركب مخبرياً من تفاعل كلوريد الرصاص الثنائي مع كلوريد ميثيل المغنيسيوم (أحد كواشف غرينيار والذي يمكن تحضيره من تفاعل عنصر المغنسيوم مع كلورو الميثان).
{\displaystyle \mathrm {4\ Mg+4\ CH_{3}Cl\longrightarrow 4\ CH_{3}MgCl} }
{\displaystyle \mathrm {4\ CH_{3}MgCl+2\ PbCl_{2}\longrightarrow Pb(CH_{3})_{4}+Pb+4\ MgCl_{2}} }
يمكن التحضير بشكل مغاير من تفاعل يوديد الرصاص الثنائي مع ميثيل الليثيوم ويودو الميثان:
{\displaystyle \mathrm {PbI_{2}+3\ CH_{3}Li+CH_{3}I\longrightarrow Pb(CH_{3})_{4}+3\ LiI} }
أما على المجال الصناعي التقني فيحضر رباعي ميثيل الرصاص من تفاعل سبيكة رصاص-صوديوم مع كلورو الميثان:
{\displaystyle \mathrm {4\ PbNa+4\ CH_{3}Cl\longrightarrow Pb(CH_{3})_{4}+4\ NaCl+3\ Pb} }

## الخواص
يوجد المركب في الشرووط القياسية على شكل سائل متطاير وقابل للاشتعال؛ وهو لا يمتزج مع الماء بسهولة.
يتفكك المركب عند التسخين إلى درجات حرارة تفوق 90 °س.

## الاستخدامات
كان رباعي ميثيل الرصاص يضاف مثله مثل رباعي إيثيل الرصاص إلى وقود السيارات لمنع خبط المحرك حتى أواخر القرن العشرين، قبل أن تمنع مركبات الرصاص لأسباب صحية وبيئية.